# دیدانو
دیدانو (اکدی: 𒁲𒁕𒀀𒉡 Didânu، اوگاریتی: 𐎄𐎚𐎐 Ditānu) فرمانروای افسانه‌ای اموری یا شخصیت اجدادی بود که در متن‌های بین‌النهرین یا اوگاریت نام او آمده است.

## ریشه‌شناسی
نام دیدانو (دیتانو) احتمالا در منشا خود با اصطلاحات بسیاری در زبان‌های سامی که از ریشهٔ ددن یا دتن مشتق شده‌اند، مشترک است؛ این واژه‌ها شامل نام‌گذاری قبیله‌ها، توپونیمی‌ها، نامهای اجداد اساطیری و احتمالا حیوانات اساطیری می‌شود. مثال‌هایی که گواهی شده‌اند عبارتند از تیدنو، تیدانوم، تیدنوم و تیدان.

## در بین‌النهرین
در فهرست شاهان آشور (AKL) (متنی که از رونوشت‌های قرن یازدهم تا هشتم پیشا دوران مشترک شناخته شده اما احتمالا پیش از آن شکل گرفته است) دیدانو به عنوان یکی از «هفده پادشاهی که در چادر زندگی می‌کردند» (نیاکان شمشی-ادد) توصیف می‌شود. شمشی-ادد رئیس قبیله‌ای تاریخی و اموری بود که در بین‌النهرین علیا به مرکزیت آشور یک امپراتوری بنا کرد. ژان-ژاک گلاسنر پیشنهاد می‌کند که در اصل او ممکن است که دستور تهیه این متن را داده باشد. قصد او از این کار، ممکن است ایجاد یک همتای کاملا آشوری برای فهرست پادشاهان سومری بوده باشد. همانند دیگر فهرست‌های پادشاهان بین‌النهرین، فهرست پادشاهان آشور برای تایید اعتبار پادشاهانِ در حالِ سلطنت از طریق شجره‌نامه‌های ابداع‌شده بود. دیدانو نهمین حاکم ذکرشده است و پس از حارسو آمده و پیش از هانو قرار دارد. این سه نام و همچنین سایر فرمانروایان ذکر شده در همان بخش، احتمالا همه از توپونیمی‌های اموری، تئونیم، درون‌نام و برون‌نام‌های قبیله‌ای و نیاکان نام‌بخش سرچشمه گرفته‌اند. با این حال، بعید است که این دنباله به طور مستقیم بازتاب یک سنت شفاهی از قبل موجود باشد.